# Hjælpekrydser
En Hjælpekrydser er et handelsskib, der anvendes militært i krigssituationer.
Hjælpekrydsere har gennem tiderne primært været anvendt til overfald på fjendens handelsskibe, ved blokader m.v. Ofte fremtræder hjælpekrydserne som almindelige handelsskibe og har skjult bevæbningen, hvilket gør det muligt at sejle tæt på fjendtlige handelsskibe. Hjælpekrydsere er sjældent beskyttet med panser til forsvar for beskydning eller torpedoer. Dette skyldes dels, at det er vanskeligt at udstyre handelsskibene med sådant panser, dels at hjælpekrydserne ikke er tiltænkt at komme i kamp med egentlige flådefartøjer, men alene at angribe ubevæbnede handelsfortøjer.
Ofte er hjælpekrydsere forberedt til opgaven, således at der under skibets bygning er taget hensyn til skibets muligheder for militær anvendelse, herunder muligheder for armering, hastighed m.v., hvorfor skibets reder opnår en godtgørelse ved at opfylde disse specifikationer og at stille skibet til rådighed i krigssituationer.

## Historie
Tyskland anvendte flere hjælpekrydsere tidligt under 1. verdenskrig og senere under 2. verdenskrig.
Under 1. verdenskrig anvendte Tyskland bl.a. hjælpekrydseren SMS Seeadler, et sejlskib under kommando af kaptajn Felix von Luckner og SMS Wolf, der under sine angreb lykkedes at sænke et betydeligt antal handelsskibe og beslaglægge disses last. Tyskland anvendte begrebet Handelskrieg for denne type søkrig, hvor hjælpekrydsere opbragte handelsskibe for at bemægtige sig lasten og efterfølgende sænke handelsskibet. Den Kejserlige Marine anvendte også passagererskibe som oceanlineren Kaiser Wilhelm der Grosse som hjælpekrydser.
Royal Navy anvendte hjælpekrydsere til at bekæmpe tyske U-både under 1. verdenskrig.
Under 2. verdenskrig udsendte Nazi-Tyskland to serier af hjælpekrydsere med seks skibe i hver serie. De fleste af skibene var i størrelsen 8-10.000 registerton og havde oprindeligt været benyttet til køleskibe til transport af fødevarer fra kolonierne. Disse skibe var hurtigere end de fleste almindelige handelsskibe. De tyske skibe var bevæbnet med seks 15 cm kanoner, nogle kanoner med mindre kaliber, torpedoer og rekognosceringsfly. Flere medbragte miner og var udstyret til at kunne udlægge miner. Flere af skibenes kaptajner var opfindsomme i bestræbelserne på at kamuflere skibene, således at de lignede allierede eller neutrale handelsskibe.
Italien anvendte fire hjælpekrydsere under 2. Verdenskrig.
Storbritannien og USA benyttede også hjælpekrydsere under 2. verdenskrig. Disse hjælpekrydsere var ofte ombyggede oceanlinere og havde ikke til opgave at angribe handelsskibe, men udførte bl.a. troppetransporter. Styrkeforholdet mellem de allieredes og aksemagternes flådestyrker gjorde de allieredes behov for maskerede overfald på handelsskibe mindre.

## Eksterne links
- Merchant Ships Convert Into War Raiders, Paint And False Structures Provide Disguises September 1941 Artikel, der beskriver, hvorledes hjælpekrydsere blev anvendt under 2. verdenskrig
- Marauders of the Sea, German Armed Merchant Raiders During World War 2
- Marauders of the Sea, German Armed Merchant Raiders During World War 1, Wolf
- Marauders of the Sea, German Armed Merchant Raiders During World War 1, Möwe
- Hilfskreuzer Arkiveret 26. oktober 2018 hos  Wayback Machine

| Militær | Spire Denne artikel om militær er en spire som bør udbygges. Du er velkommen til at hjælpe Wikipedia ved at udvide den. |